# Lentigny (La Brillaz)
Lentigny (toponimo francese; in tedesco Lentenach, desueto) è una frazione del comune svizzero di La Brillaz, nel Canton Friburgo (distretto della Sarine).

## Storia

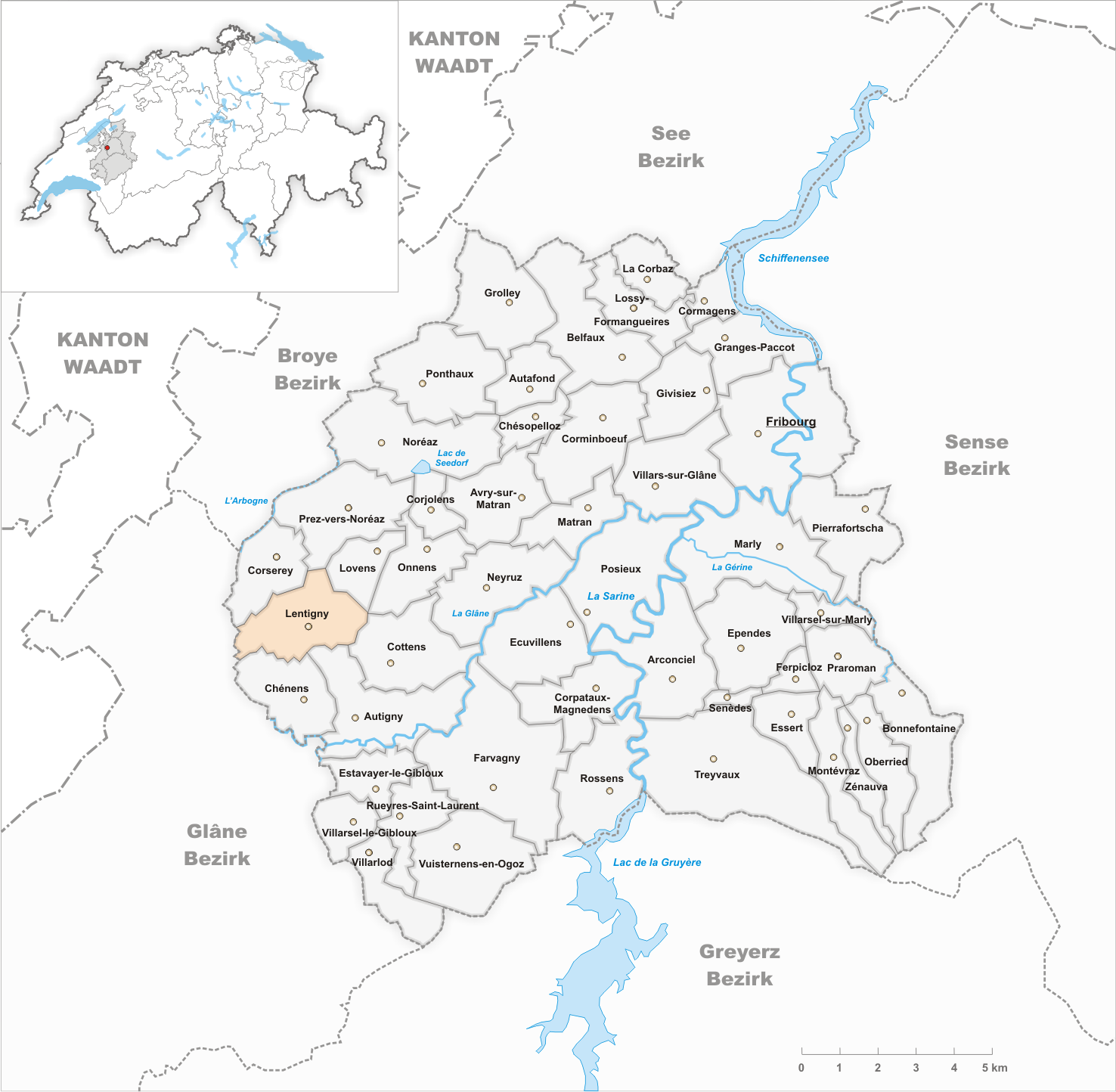
Il territorio del comune di Lentigny prima degli accorpamenti comunali del 2001

Già comune autonomo, il 1º gennaio 2001 è stato accorpato agli altri comuni soppressi di Lovens e Onnens per formare il nuovo comune di La Brillaz, del quale Lentigny è il capoluogo.

## Monumenti e luoghi d'interesse

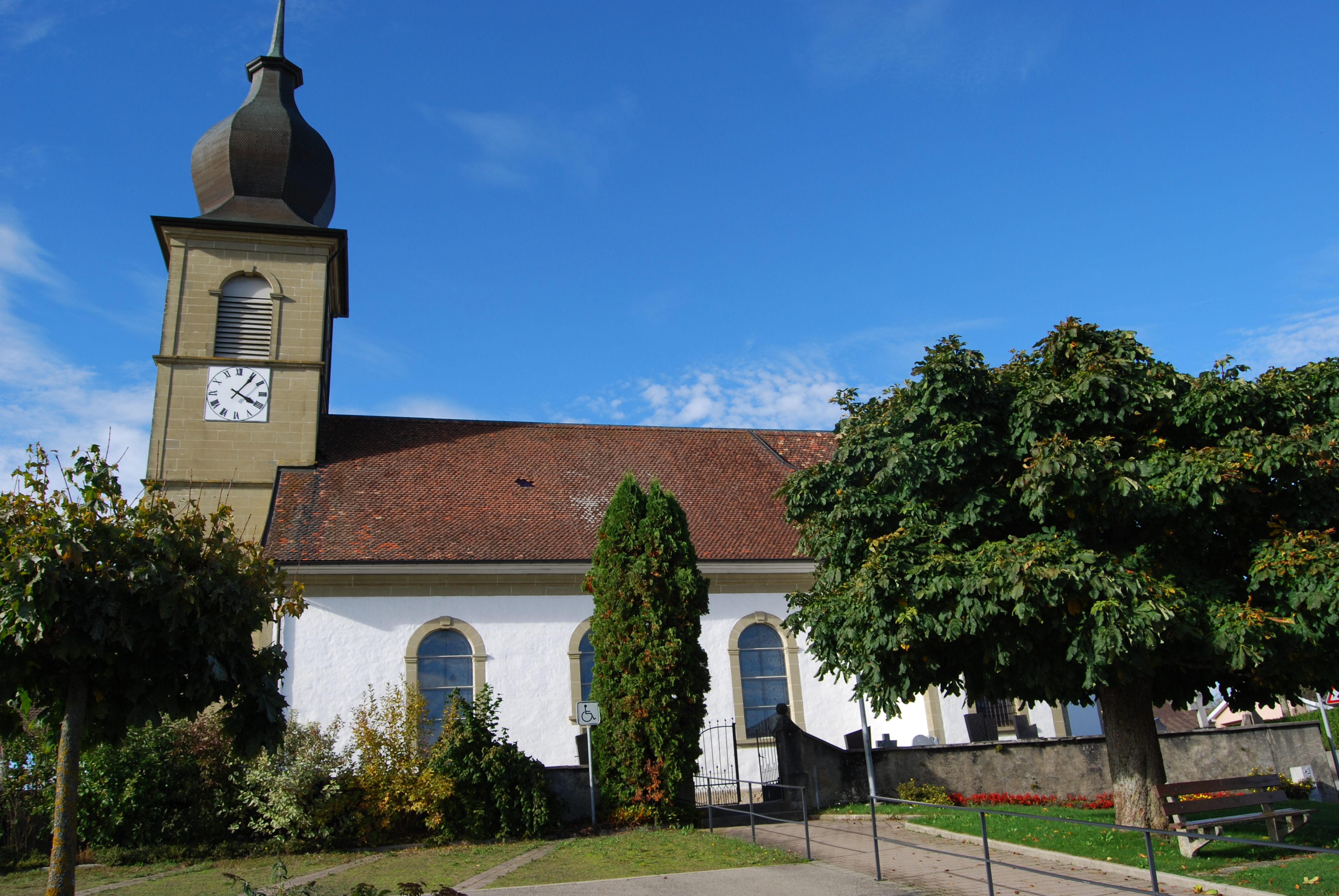
La chiesa cattolica di San Pietro in Vincoli

- Chiesa cattolica di San Pietro in Vincoli, eretta nel 1837-1840[1].

## Società

### Evoluzione demografica
L'evoluzione demografica è riportata nella seguente tabella:
Abitanti censiti

## Amministrazione
Ogni famiglia originaria del luogo fa parte del comune patriziale che ha la responsabilità della manutenzione di ogni bene comune.